# Fuerte de Apalachicola
El fuerte Apalachicola es un Hito Histórico Nacional de los EE. UU. que comprende el sitio arqueológico del fuerte del siglo xvii de época de la Florida española, situado en el condado de Russell, en Alabama, en EE. UU.

## Historia
El fuerte de Apalachicola fue construido en la región de los indígenas apalachicola del río Chattahoochee en 1690 por orden del gobernador Diego de Quiroga y Losada. Su propósito era asegurar la soberanía del territorio septentrional de la Florida española ante las presiones anexionistas inglesas desde la provincia de Carolina (actual Georgia) que amenazaban las misiones de Florida. Data de la misma época del puesto de Coweta (1689-1691) que contó con una guarnición que finalmente fue destinada a reforzar San Agustín, capital de Florida española. La guarnición del fuerte de Apalachicola la conformaban aproximadamente cuarenta soldados entre los que se encontraban indígenas apalache. Ante lo costoso de su aprovisionamiento y la falta de acuerdos comerciales con los indígenas apalachicola, quienes se asociaron con los ingleses, fue desmontado y abandonado en 1691.
La región continuó habitada por los creek hasta que, en época de los Estados Unidos, Andrew Jackson ordenó la apropiación de sus tierras y su deportación forzosa en el primer tercio del siglo xix. 

## Descripción
Los trabajos arqueológicos de los religiosos del monasterio Trinity hallaron en lugar del primitivo fuerte de Apalachicola en 1956. El sitio arqueológico fue declarado Monumento Histórico Nacional en 1964. Los terrenos son propiedad del el condado de Russell (Alabama) desde 1971 y no son accesibles.
Se ha identificado un recinto de veintidós metros de ancho con un fortín abaluartado rodeado por una empalizada de madera y un foso seco.